# Harry Hole
Harry Hole ist die Hauptfigur in einer Reihe von bisher 13 Kriminalromanen des norwegischen Autors Jo Nesbø. Hole (ausgesprochen: [ˈhuːlə]) ist ein brillanter Detektiv mit unorthodoxen Methoden und dem Hang zu Alleingängen und Regelübertretungen. Kritiker verbinden die Persönlichkeit von Harry Hole mit denen der berühmten literarischen Detektive: Sherlock Holmes, Hercule Poirot, Jules Maigret und Nero Wolfe, aber laut Aussage von Jo Nesbø selbst ist es Michael Connellys Harry Bosch, auf den er sich mehr als Tribut denn als Inspiration bezieht.
In der Verfilmung des Buches Schneemann wird Harry Hole von Michael Fassbender gespielt.

## Charakterbeschreibung
Harry Hole ist Polizist beim Osloer Dezernat für Gewaltverbrechen. Er wurde 1965 geboren und hat eine jüngere Schwester mit Down-Syndrom, zu der er eine tiefe Bindung hat. Seine Mutter, eine Nachfahrin der samischen Ureinwohner in Norwegen, starb an Krebs, als er noch in seinen Zwanzigern war. Zu seinem Vater Olav, einem ehemaligen Lehrer, hatte er nie eine engere Verbindung. Hole, Harrys Familienname, ist der Name einer historischen norwegischen Stadt (Hole, Norwegen), die auf die norwegischen Ursprünge in der Wikingerzeit zurückgeht. Der Name ist abgeleitet von altnordisch hólar, der Pluralform von hóll, was „runder und isolierter Hügel“ bedeutet. Das norwegische Wort wird mit zwei Silben, die erste betont,  wie Huhle ausgesprochen. So wird es in Der Fledermausmann angedeutet, wo die australische Polizei ihn englisch „Harry Holy“ nennt.
Hole hatte während der Serie von zwölf Romanen Beziehungen zu einer Reihe von Frauen. Seit Rotkehlchen ist die Liebe seines Lebens jedoch Rakel Fauke, eine Juristin, die er bei der Polizei kennenlernte. Für Rakels Sohn Oleg ist Harry eine Vaterfigur. Obwohl ihre Beziehung mehrmals an Harrys Polizeiarbeit oder seiner Alkoholsucht zerbricht, finden sie immer wieder zusammen. Am Ende von Koma heiraten Harry und Rakel.
Er ist Kettenraucher und harter Alkoholiker. Obwohl er seinen Alkoholismus zeitweise unter Kontrolle hat, hat er stets eine Flasche Whiskey bei sich zu Hause stehen, da er befürchtet, vollkommen die Kontrolle über sich selbst zu verlieren, sollte er rückfällig werden. Die Auswirkungen seines Problems bringen ihn manchmal in Konflikt mit seinen Vorgesetzten und einigen Kollegen; aber die Leiter seines Dezernats, Bjarne Møller und später Gunnar Hagen, können und wollen seine Entlassung auch stets verhindern, da sie Holes brillanten Verstand brauchen. Hole ist einer der wenigen in der Truppe, der eine spezielle Ausbildung in Verhörmethoden und Schusswaffen beim FBI durchlaufen hat.
Im Laufe seiner Ermittlungen macht Hole sich häufig Feinde unter seinen Kollegen, die ihn jedoch widerwillig respektieren. Zu den wenigen Freunden in der Osloer Polizeibehörde gehören einige Mitarbeiter der forensischen Abteilung, darunter Beate Lønn, deren spezielle Fähigkeiten bei der Erkennung von Gesichtern er oft nutzt, und Bjørn Holm. Harry ist auch mit Gunnar Hagen befreundet, seinem früheren leitenden Offizier vor dem in Die Larve beschriebenen Fall sowie dem Polizeipsychologen Ståle Aune.
In vielerlei Hinsicht spielt Oslo, die Heimatstadt des Autors, die Hauptrolle in den Harry-Hole-Romanen. Viele der Hintergrunddetails der Geschichten beziehen sich auf reale Orte, und die Stadt wird mit „Warzen und allem“ gezeigt, angefangen von Holes Lieblingsessen und Trinkgelegenheiten, die er besucht, bis zum Verkehr des sogenannten „Traffic Machine“-Straßensystems. Zu Harry Holes Freunden und Bekannten gehören Stadtbewohner aus allen sozialen Schichten, einschließlich Immigranten aus anderen Teilen der Welt, alte Schulfreunde, wie zum Beispiel Taxifahrer Øystein Eikeland – möglicherweise derjenige, der Hole am nächsten steht.
Harry Holes Wohnung befindet sich in der Sofies Gate, im Stadtteil St. Hanshaugen, beim Bislett-Stadion. In der Nähe befindet sich seine Lieblingskneipe, das Restaurant Schrøder – kurz Schrøder – in St. Hanshaugen, das in den meisten Romanen vorkommt. Seit den Ereignissen in Die Larve lebt er nicht mehr dort, weil er drei Jahre in Hongkong verbrachte.

## Die Harry Hole Romanreihe
- 1997: Der Fledermausmann (Originaltitel: Flaggermusmannen. Kriminalroman. Übersetzt von Günther Frauenlob. Ullstein, Berlin 1999, ISBN 3-548-24597-8.)
- 1998: Kakerlaken (Originaltitel: Kakerlakkene. Kriminalroman. Übersetzt von Günther Frauenlob. Ullstein, Berlin 2007, ISBN 978-3-548-26646-6.)
- 2000: Rotkehlchen (Originaltitel: Rødstrupe. Übersetzt von Günther Frauenlob. Ullstein, Berlin 2003, ISBN 3-548-25544-2.)
- 2002: Die Fährte (Originaltitel: Sorgenfri. Kriminalroman. Übersetzt von Günther Frauenlob. Ullstein, Berlin 2003, ISBN 3-548-25958-8.)
- 2003: Das fünfte Zeichen (Originaltitel: Marekors. Kriminalroman. Übersetzt von Günther Frauenlob. Claassen, Berlin 2006, ISBN 978-3-546-00397-1.)
- 2005: Der Erlöser (Originaltitel: Frelseren. Kriminalroman. Übersetzt von Günther Frauenlob. Ullstein, Berlin 2007, ISBN 978-3-550-08686-1.)
- 2007: Schneemann, 2017 verfilmt (Originaltitel: Snømannen. Kriminalroman. Übersetzt von Günther Frauenlob. Ullstein, Berlin 2008, ISBN 978-3-550-08757-8.)
- 2009: Leopard (Originaltitel: Panserhjerte. Kriminalroman. Übersetzt von Günther Frauenlob und Maike Dörries. Ullstein, Berlin 2010, ISBN 978-3-550-08774-5.)
- 2011: Die Larve (Originaltitel: Gjenferd. Kriminalroman. Übersetzt von Günther Frauenlob. Ullstein, Berlin 2011, ISBN 978-3-550-08873-5.)
- 2013: Koma (Originaltitel: Politi. Kriminalroman. Übersetzt von Günther Frauenlob. Ullstein, Berlin 2013, ISBN 978-3-550-08013-5.)
- 2017: Durst (Originaltitel: Tørst. Kriminalroman. Übersetzt von Günther Frauenlob. Ullstein, Berlin 2017, ISBN 978-3-550-08172-9.)
- 2019: Messer (Originaltitel: Kniv. Kriminalroman. Übersetzt von Günther Frauenlob. Ullstein, Berlin 2019, ISBN 978-3-550-08173-6.)
- 2022: Blutmond (Originaltitel: Blodmåne. Kriminalroman. Übersetzt von Günther Frauenlob. Ullstein, Berlin 2022, ISBN 978-3-550-20155-4.)